# Dunaj
Dunaj (russisk: Дунай) er en russisk spillefilm fra 2021 af Ljubov Mulmenko.

## Medvirkende
- Nadezjda Lumpova som Nadja
- Nenad Vasitj som Nesja